# Antinaco (ort i Catamarca)
Antinaco är en ort i Argentina.   Den ligger i provinsen Catamarca, i den norra delen av landet, 1 200 kilometer nordväst om huvudstaden Buenos Aires. Antinaco ligger 2 042 meter över havet och antalet invånare är 105.
Terrängen runt Antinaco är varierad. Trakten runt Antinaco är nära nog obefolkad, med mindre än två invånare per kvadratkilometer.. Närmaste större samhälle är Palo Blanco, 20,0 kilometer sydväst om Antinaco.
Omgivningarna runt Antinaco är i huvudsak ett öppet busklandskap.